# Монотипія (систематика)
Монотипія — номенклатурна ситуація, за якої до таксона вищого рангу належить лише один таксон нижчого рангу або (відносно таксонів групи виду) опис ґрунтується на єдиному типовому екземплярі. Наприклад, у випадку, якщо рід включає тільки один вид, такий рід називається монотипним, або монотиповим, або монотипічним. Монотипія спрощує позначення номенклатурних типів при проведенні систематичної обробки груп тварин і рослин, у яких типи не були виділені попередніми авторами.